# Pręcik (botanika)

Schemat budowy kwiatu rośliny okrytonasiennej

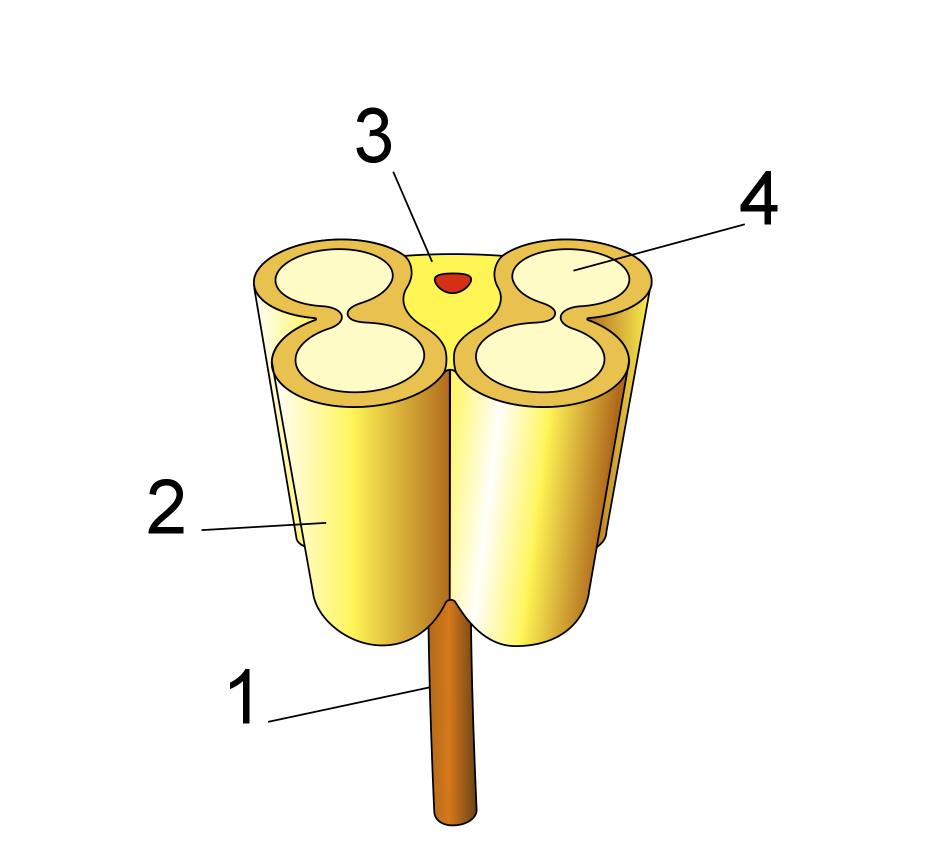
Budowa pręcika
1) nitka pręcika
2) główka złożona z 2 pylników
3) łącznik
4) komora pyłkowa

Pręcik (łac. stamen) – męski organ płciowy w kwiecie wytwarzający pyłek, czyli odpowiednik męskiego gametofitu powstający z mikrospory. Pręciki są występującymi u okrytonasiennych mikrosporofilami. Składają się z nitki i główki tworzonej zazwyczaj przez dwa pylniki zawierające po dwa woreczki pyłkowe, czyli mikrosporangia. Pyłek po dojrzeniu wysypywany jest z pękających pylników i przenoszony przez wiatr, wodę lub zwierzęta, by po osadzeniu na znamionach słupków wrosnąć i dokonać zapłodnienia. 
Pręciki występują w kwiatach roślin okrytonasiennych, u poszczególnych gatunków w typowej dla nich liczbie, tworząc pręcikowie. Jeśli jedynymi w kwiecie organami generatywnymi są pręciki, to kwiat taki określany jest mianem pręcikowego (męskiego), gdy kwiat pozbawiony jest pręcików – określany jest mianem słupkowego (żeńskiego). 
U roślin nagonasiennych występują mikrosporangia zwane pylnikami na łuskowatych mikrosporofilach, czasem zwanych pręcikami. Tworzą one zwykle szyszkowate twory zwane mikrostrobilami lub kwiatostanami męskimi. W krajach anglojęzycznych terminologia związana z kwiatem, w tym pręciki, słupek, zastrzeżona jest z reguły dla okrytonasiennych. W krajach kontynentalnej Europy terminy te częściej stosowane bywają także na określenie odpowiedników u nagonasiennych.

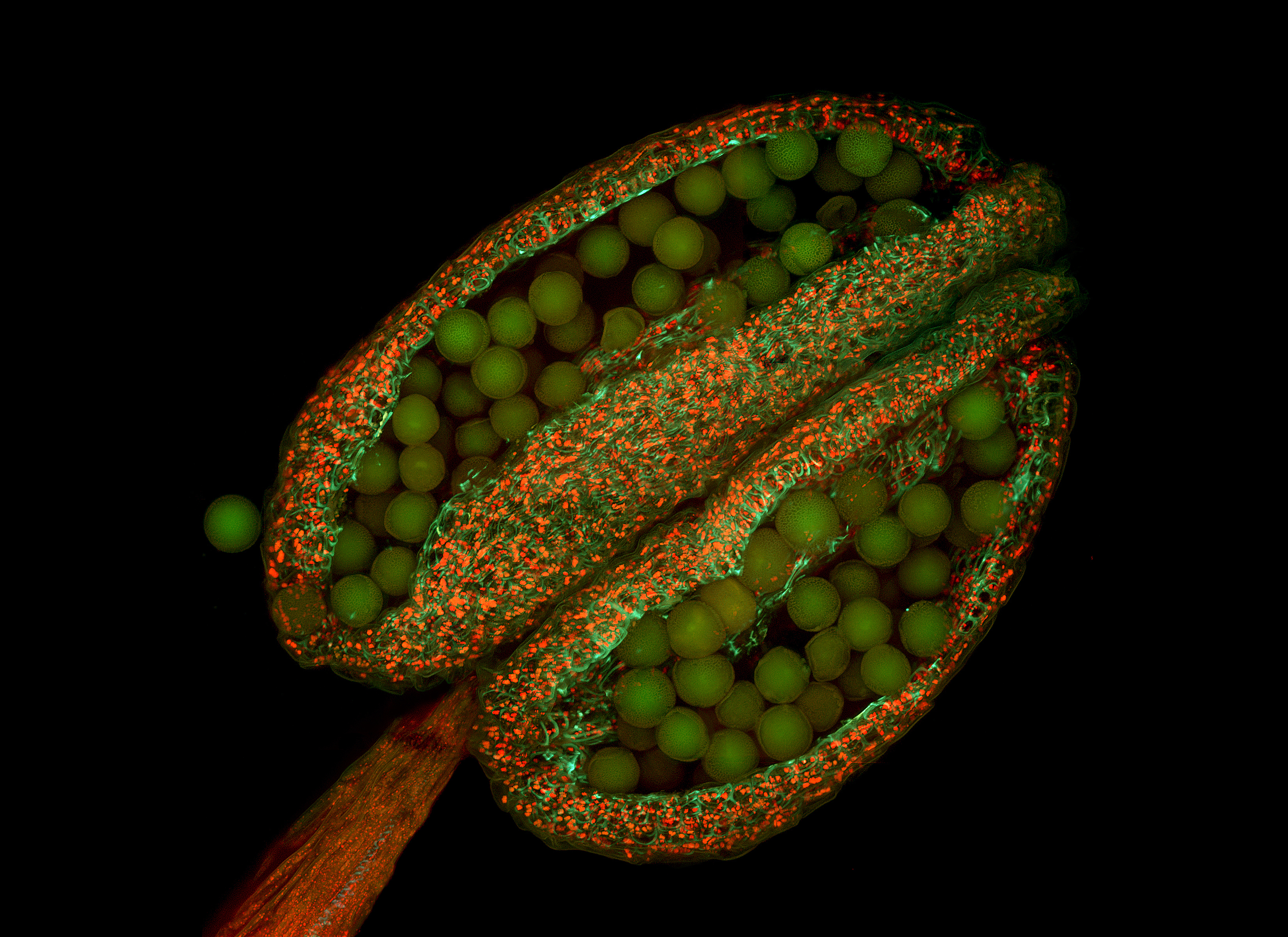
Główka pręcika rzodkiewnika (pęknięte pylniki z wysypującym się pyłkiem)

## Morfologia
Wyróżniane są dwa główne typy morfologiczne pręcików – pręciki blaszkowate oraz pręciki nitkowate, z możliwością wyróżniania typów pośrednich. Pręciki laminarne mają budowę zbliżoną do liścia, z woreczkami pyłkowymi zwykle po stronie doosiowej, u Degenaria, Annonaceae i Himantandraceae po stronie odosiowej. 
Pręciki mogą występować w różnej liczbie w kwiecie, mogą być wolne, zrośnięte ze sobą lub przyrośnięte do okwiatu lub słupkowia. Liczba pręcików, ich układ, sposób zrośnięcia jest jedną z istotnych cech diagnostycznych, analizowanych przy ustalaniu przynależności systematycznej roślin. Wszystkie pręciki w kwiecie określane są zbiorczą nazwą jako pręcikowie (łac. androeceum). Powstaje ono w kwiecie jako trzeci okółek po kielichu i koronie, a przed powstającym centralnie słupkowiem. Jeśli pręciki tworzą jeden okółek, określane są mianem haplostemon, najczęściej jednak tworzą dwa okółki. Jeśli pręciki drugiego okółka są międzyległe względem pierwszego – układ taki określany jest terminem diplostemon, jeśli pręciki drugiego okółka są nadległe pierwszemu – układ opisywany jest jako obdiplostemon. W zależności od ułożenia pręcików względem listków okwiatu wyróżniane są pręciki nadległe działkom kielicha (episepala) lub płatkom korony (epipetala). Wyjątkowo, u niektórych przedstawicieli tryurydowatych (np. Lacandonia schismatica), pręciki zajmują położenie centralne, a słupki otaczają je od zewnątrz. 

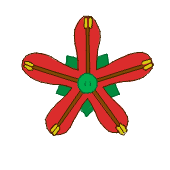
Pręciki (brązowe) nadległe płatkom korony (czerwone)
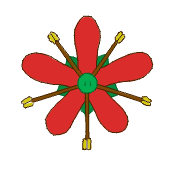
Pręciki (brązowe) nadległe działkom kielicha (zielone)

Najczęściej pręcik u roślin okrytonasiennych składa się z nitki pręcikowej (filamentum) i główki (anthera), która jest zróżnicowana zazwyczaj na dwa pylniki (thecae) połączone płonnym łącznikiem (connectivum). Modyfikacje budowy i funkcji sprawiają, że pręciki mogą u poszczególnych gatunków być bardzo różnie wykształcone. Jednym z częściej spotykanych modyfikacji budowy pylników jest zlanie się dwóch woreczków pyłkowych w jeden lub redukcja woreczków pyłkowych (np. u szałwii, rozmarynu, niektórych gatunków koniczyn). U niektórych roślin (rodzaj Xylopia) woreczki pyłkowe dzielą się wtórnie na poprzeczne przedziały, u Garcinia woreczków pyłkowych nie można wyróżnić ze względu na rozgałęzioną budowę pręcików. Specyficznie też tkanka archesporialna rozwija się w kwiatach jemioły, gdzie tworzy szereg przedziałów rozdzielonych komórkami somatycznymi na poduszeczkowatym wyrostku płatka.
Różnice wielkości pręcików są znaczne. Na przykład u strelicji płodne pręciki osiągają 5 cm długości, a u Lepianthes (pieprzowate) tylko 0,2 mm. W zależności od położenia główki pręcika określa się ją jako wewnątrzpylną (główka zwrócona do osi kwiatowej) lub zewnątrzpylną (główka odwrócona na zewnątrz). W zależności od osadzenia główki na nitce wyróżnia się układ, w którym nitka od nasady główki wnika między pylniki w postaci łącznika (basifixed) lub łączy się z łącznikiem od tyłu główki (dorsifixed).

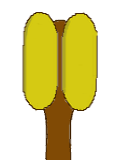
Łącznik stanowiący przedłużenie nitki
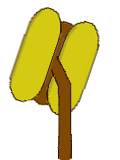
Łącznik łączący się z nitką z tyłu główki

Modyfikacje budowy i układu pręcików w kwiecie pozwalają często na uniknięcie lub minimalizację ryzyka samozapylenia, rzadziej sprzyjają temu zjawisku. Wiele adaptacji służy zwiększeniu szans na zapylenie krzyżowe. W efekcie pręciki często różnią się długością od słupka, a także pomiędzy sobą. W kwiatach rodziny jasnotowatych (Lamiacae) znajdują się cztery pręciki, z których dwa są długie, a dwa krótkie. Takie pręciki określane są mianem dwusilnych. W rodzinie kapustowatych (Brassicaceae) cztery pręciki są długie, a dwa krótkie – określane są mianem czterosilnych. Pręciki w kwiatach przystosowanych do zapylania przez zwierzęta są często ukryte i wraz z innymi elementami kwiatu tworzą wyspecjalizowane mechanizmy, czasem dla określonego gatunku zapylacza. Przystosowaniem do wiatropylności są pręciki o długich, wystających z kwiatu i wiotkich nitkach, wytwarzające w pylnikach wielkie ilości lekkiego pyłku.  
Pręciki mogą być ze sobą zrośnięte nitkami (np. u ślazu) lub pylnikami (np. u ostu). Zrośnięte mogą być w jedną lub kilka wiązek. U wielu bobowatych 9 pręcików jest zrośniętych, a jeden, górny jest wolny. Pręciki mogą być przyrośnięte do płatków korony, czasem na całej długości nitki, tak że pylniki są siedzące (np. u werbeny). W rodzinach: storczykowatych, kokornakowatych, toinowatych i Stylidiaceae pręciki zrośnięte ze słupkiem tworzą prętosłup.
W kwiatach klejstogamicznych występuje często redukcja pręcikowia. Przykładowo w takich kwiatach u fiołków liczba pręcików spada z 5 do 1 lub 2. Czasem zmniejsza się w takich kwiatach także liczba woreczków pyłkowych i samego pyłku. 
W skrajnych przypadkach zmodyfikowane pręciki przestają pełnić swoją podstawową funkcję – stają się płonne i nie wytwarzają pyłku. Tak zmodyfikowane organy zwane są prątniczkami.

## Rozwój i budowa anatomiczna

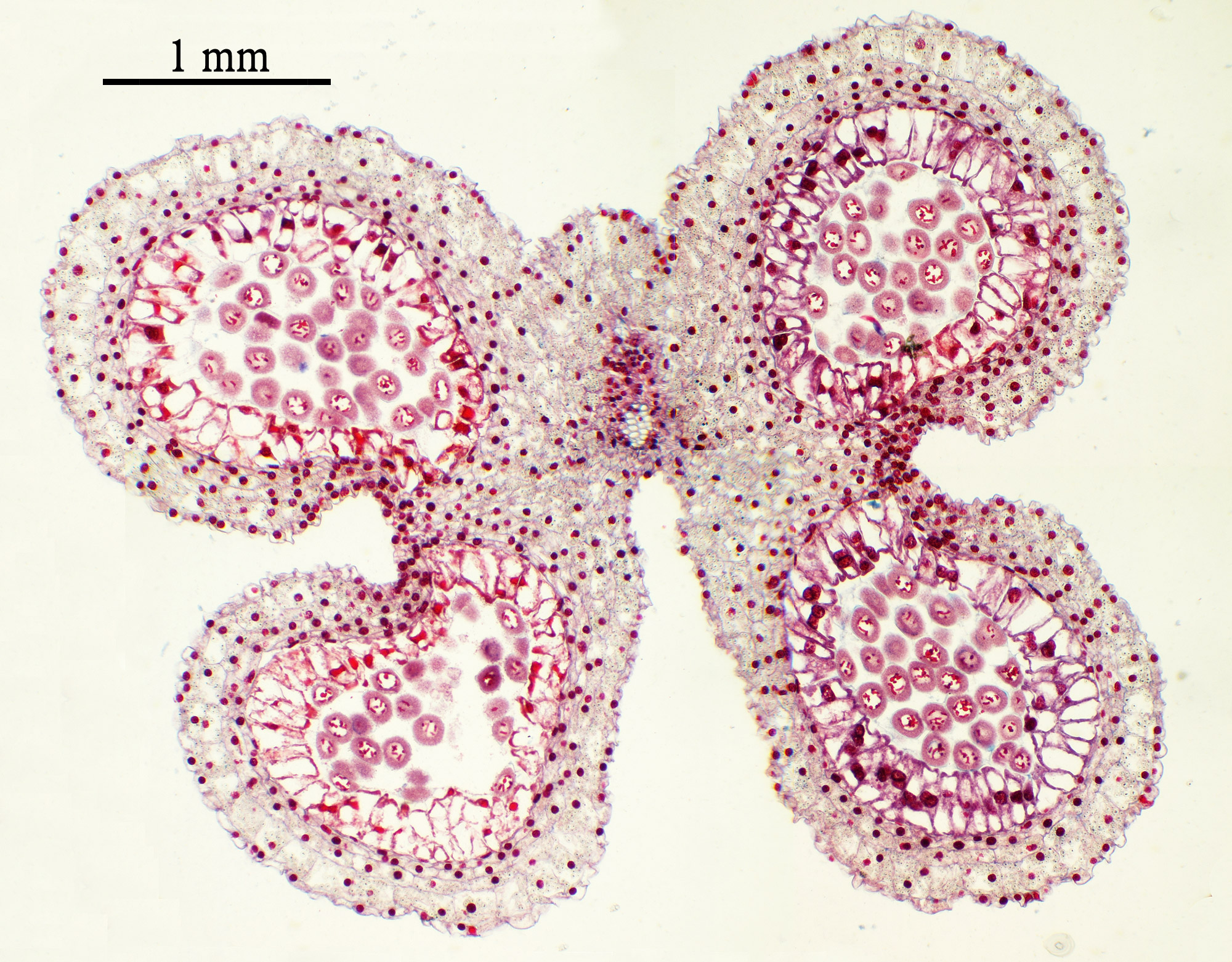
Przekrój poprzeczny przez główkę pręcika lilii

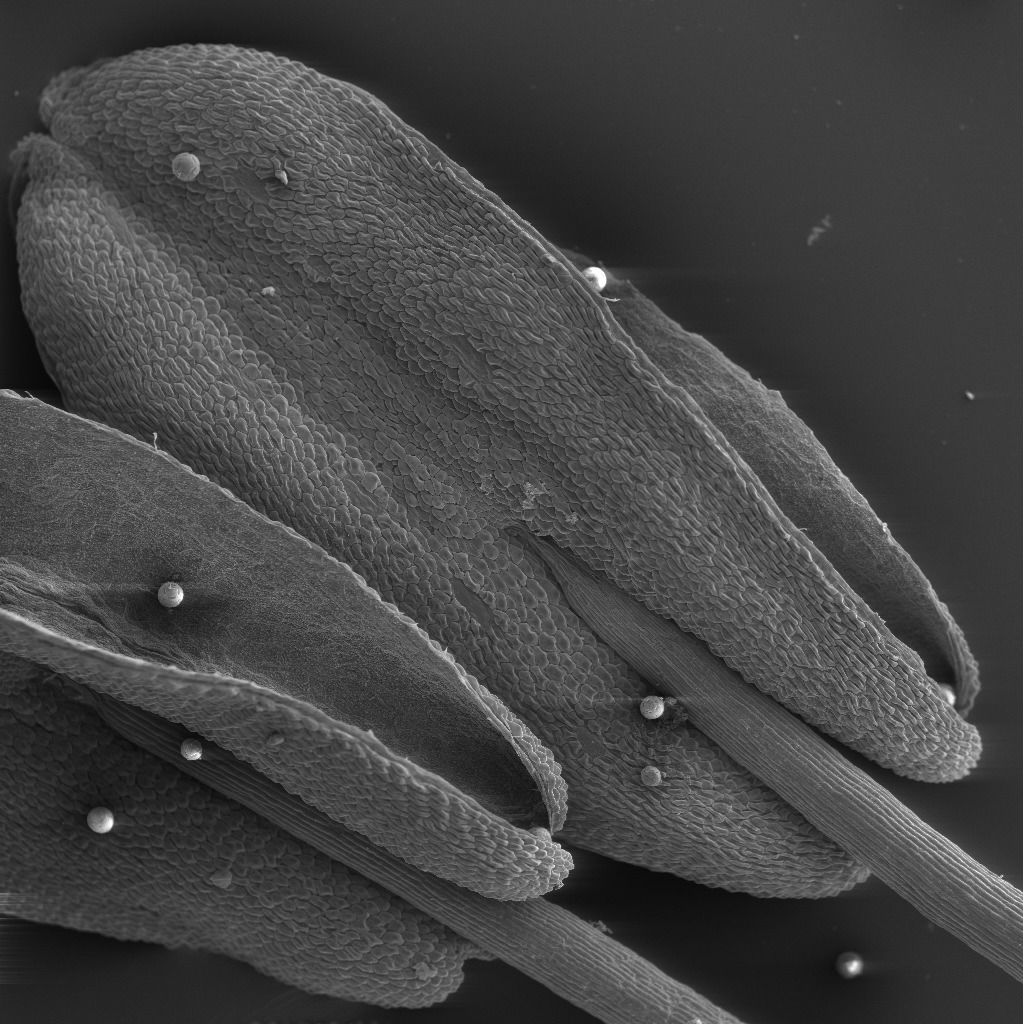
Zdjęcie ze skaningowego mikroskopu elektronowego z otwartymi pylnikami Pentas lanceolata

W budowie wewnętrznej główki pręcika występują zwykle cztery woreczki pyłkowe (mikrosporangia) połączone parami w pylniki zrośnięte za pomocą łącznika stanowiącego przedłużenie nitki. W kwiatach niektórych rodzin występuje jednak inna liczba woreczków pyłkowych. Tylko dwa woreczki pyłkowe występują w główce pręcika u roślin z rodzin: piżmaczkowatych, ślazowatych i rześciowatych. U niektórych gatunków z dyniowatych występują zarówno pręciki z dwoma, jak i z czterema woreczkami pyłkowymi. W sumie gatunki, w których przypadku zarejestrowano redukcję liczby woreczków pyłkowych z czterech do dwóch, reprezentują aż 60 rodzin. Więcej niż cztery woreczki pyłkowe występują w pręcikach storczykowatych. W rodzinie goryczkowatych i gązewnikowatych w woreczkach pyłkowych powstają przegrody poprzeczne.
Rozwój kwiatów i poszczególnych ich elementów został dobrze poznany na przykładzie Arabidopsis thaliana. W merystemie kwiatowym, podobnie jak w merystemie wierzchołkowym pędu, można wyróżnić kilka warstw (histogenów). W jednym z ujęć wyróżniane są trzy warstwy: epidermalna (L1), subepidermalna (L2) oraz rdzeń (L3). W innym, warstwy L1 i L2 określane są jako tunika, a warstwa L3 jako korpus. Zawiązki pręcików powstają w wyniku podziałów peryklinalnych komórek zwykle warstwy L2. U dwuliściennych elementy kwiatu zorganizowane są w czterech okółkach, których zawiązki pojawiają się kolejno podczas rozwoju merystemu kwiatowego. Okółek złożony z pręcików u A. thaliana, jest trzecim i składa się z sześciu pręcików, czterech środkowych (długich) i dwóch bocznych (krótkich). 
Morfogeneza kwiatu została podzielona na 12 etapów. Pręciki rozpoczynają swój rozwój na etapie 5. Na etapie 7. zawiązki pręcików składają się już z warstwy epidermalnej (L1), pojedynczej warstwy subepidermalnej (L2) oraz komórek warstwy rdzeniowej (L3), z której powstaje wiązka przewodząca. U innych gatunków cały zawiązek pręcika może powstawać niemal wyłącznie z warstwy L2. Przez pewien czas zawiązek rozwija się dzięki podziałom w obrębie merystemu szczytowego, dalszy wzrost ma charakter interkalarny. U niektórych gatunków pojawia się także merystem brzeżny, prowadzący do powstania blaszkowej formy pręcika lub też spłaszczonej nitki. Wzrost nitki pręcikowej na długość u traw jest najszybszym takim procesem w świecie roślin – osiąga tempo 1 mm na minutę, podczas gdy wzrost organów większości roślin nie przekracza kilku μm na minutę (pędy bambusa przyrastają 0,2 mm na minutę).
Górna część zawiązka pręcika ulega pogrubieniu, tworząc zaczątek pylnika. Zaczątek ten wydłuża się, a na przekroju poprzecznym przybiera kształt trapezu. W narożach pojawiają się komórki subepidermalne o dużych jądrach, które po podziale peryklinalnym tworzą dwie warstwy. Warstwa wewnętrzna to pierwotne komórki sporogenne (zwane także komórkami pramacierzystymi pyłku), a warstwa zewnętrzna to komórki ścienne (parietalne). Antyklinalny rozrost obu warstw prowadzi do powstania czterech nabrzmień, z których powstają woreczki pyłkowe. Część pylnika położona w głębokim wcięciu tworzy łącznik. Komórki sporogenne rozwijają się w mikrosporocyty, nazywane także komórkami macierzystymi pyłku lub mejocytami męskimi. U niektórych gatunków w komórkach pramacierzystych pyłku od razu zachodzi mejoza i stanowią one bezpośrednio komórki macierzyste pyłku. U innych zachodzi w nich najpierw szereg podziałów mitotycznych, w których wyniku komórki potomne ustawiają się szeregowo, i dopiero wówczas następuje mejoza i powstają komórki macierzyste pyłku. Koncentryczne pierścienie komórek wokół komórek sporogennych stanowią mikrosporangium. Wszystkie te typy komórek istnieją już na etapie 9. rozwoju kwiatu. Mikrosporocyty uwalniane są do wnętrza woreczków pyłkowych, gdzie rozwijają się w gametofity męskie. Na etapie 12. w woreczkach pyłkowych znajdują się trzykomórkowe ziarna pyłku. 

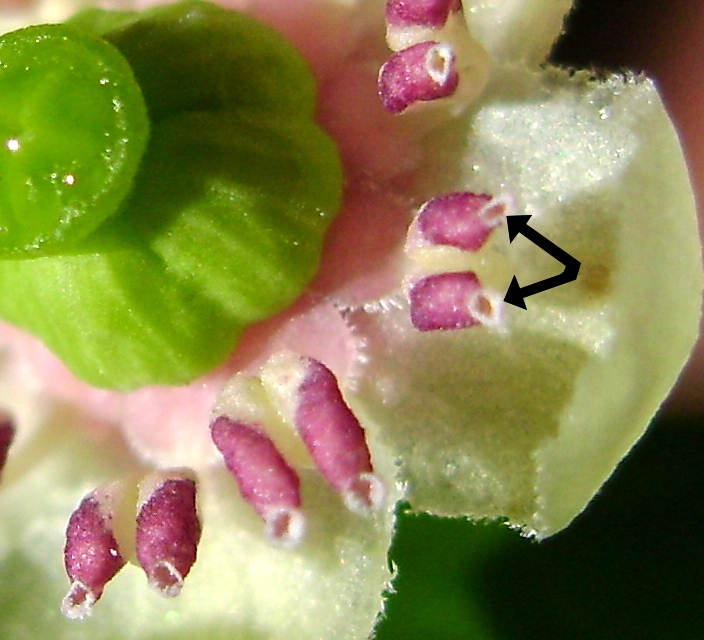
Pylniki otwierające się porami w kwiecie pomocnika baldaszkowego (wrzosowate)

Komórki ścienne woreczków pyłkowych po podziałach antyklinalnych i peryklinalnych tworzą trzy warstwy. Najbardziej zewnętrzna, położona bezpośrednio pod epidermą warstwa, nazywana endotecjum, składa się z komórek, w których wtórna ściana komórkowa drewnieje według określonego wzoru. Zgrubienia wtórnej ściany komórkowej tworzą usztywnione listwy, od zewnątrz cienkie, od wnętrza pylnika – zgrubiałe. W wyniku utraty w tych komórkach wody i w efekcie zjawiska kohezji, między komórkami powstają szczeliny i w końcu ściana pylnika pęka. Podłużne pęknięcie pylnika połączone z rozerwaniem endotecjum między dwoma woreczkami pyłkowymi w jego obrębie występuje u ok. 90% roślin okrytonasiennych. U wielu przedstawicieli magnoliowych oraz u oczarowatych pęknięcie jest na jednym z końców rozwidlone. Dwie szczeliny powstają w pylnikach rutowatych, meliowatych i niektórych jednoliściennych. U niektórych wawrzynowatych oba woreczki pyłkowe odsłaniane są osobnymi fałdami pękającego pylnika. U pewnych gatunków endotecjum ze zgrubieniami nie ma wcale. W takich przypadkach otwarcie następuje wskutek złuszczania, rozpuszczania i pękania ścian pylników. Powstają w efekcie nie szczeliny, lecz pory (np. u wrzosowatych) lub klapki (np. u smaczliwki). Przynajmniej u niektórych roślin pęknięcia i inne otwarcia pylników mogą otwierać się i zamykać w zależności od warunków pogodowych – otwierają się, gdy jest sucho, a zamykają, gdy pada deszcz. U roślin wodnych często brak endotecjum (np. u rogatka i w zanurzonych kwiatach rzęśli – w kwiatach wynurzonych tego rodzaju endotecjum powstaje).
Druga warstwa komórek zlokalizowana wewnątrz endotecjum to jednorzędowa lub wielorzędowa warstwa miękiszu. U starszych linii rozwojowych okrytonasiennych zwykle jest wielowarstwowa (np. u magnoliowatych i jaskrowatych), u młodszych – cienka lub całkiem zredukowana. Komórki w niej są bogate w skrobię i tłuszcze zużywane stopniowo w miarę rozwoju pyłku. W miarę dojrzewania pylników i pyłku komórki tej warstwy są zwykle zgniatane.
Najbardziej wewnętrzna warstwa pylników, nazywana tapetum, wyściela woreczki pyłkowe i składa się z komórek wydzielniczych o dużych jądrach i gęstej cytoplazmie z licznymi rybosomami oraz rozbudowanym systemem siateczki śródplazmatycznej. Komórki te wydzielają do wnętrza pylników płyn (zwany czasem „sokiem pylnikowym”) zawierający aminokwasy, polisacharydy, enzymy i substancje wzrostowe. W wydzielinie tej rozwijają się ziarna pyłku. U licznych taksonów roślinnych (np. w rodzinie astrowatych i komelinowatych) ściany komórek tapetum ulegają rozpuszczeniu i ich protoplasty zlewają się, tworząc wielojądrowe plazmodium, w którym znajdują się ziarna pyłku. W miarę zużywania treści komórek tapetum przez rozwijający się pyłek – warstwa ta stopniowo zanika.

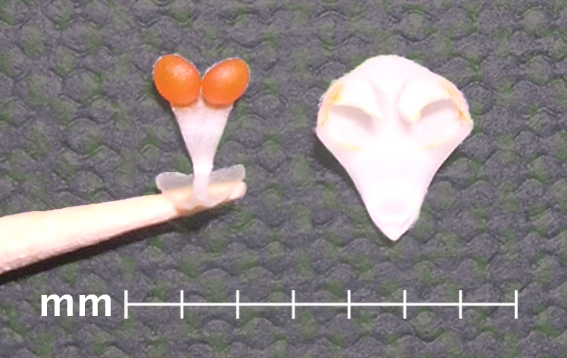
Pollinarium z kwiatu storczyka z rodzaju falenopsis z pomarańczowymi pyłkowinami

Ostatnim etapem rozwoju pręcika jest odwodnienie pylników i pyłku. W efekcie ziarna pyłku wchodzą w stan uśpienia i stają się sypkie, co ułatwia ich rozprzestrzenianie. W niektórych rodzinach ziarna pyłku pozostają złączone po cztery w tetradach (np. u wrzosowatych i sitowatych). W przypadku wielu roślin owadopylnych ziarna pyłku pokryte są lepką wiscyną ułatwiającą ich przenoszenie przez owady. Taki pyłek ma m.in. różanecznik, wierzbówka i fuksja. Pyłek z całego pylnika zlepiony w tzw. pyłkowinę występuje u storczykowatych i trojeściowatych.
Proces uwalniania pyłku jest zróżnicowany. Niektóre rośliny (np. trawy) wysypują cały pyłek naraz po pęknięciu pylników, inne czynią to stopniowo. W przypadku kwiatów z wieloma pręcikami zwykle pyłek uwalniany jest sukcesywnie. Czas pylenia może różnić się w zależności od mechanizmu uwalniania pyłku oraz liczby pręcików i wynosi od kilkudziesięciu minut do kilku dni. W dominujących kwiatach przedprątnych pyłek wysypuje się krótko po rozchyleniu się listków okwiatu. W kwiatach przedsłupnych najpierw dojrzewają słupki. Po kwitnieniu pręciki są odrzucane wraz z całym kwiatem (w przypadku kwiatów niezapłodnionych) lub zwykle odpadają wraz z okwiatem podczas zawiązywania owoców. 

### Kontrola genetyczna rozwoju

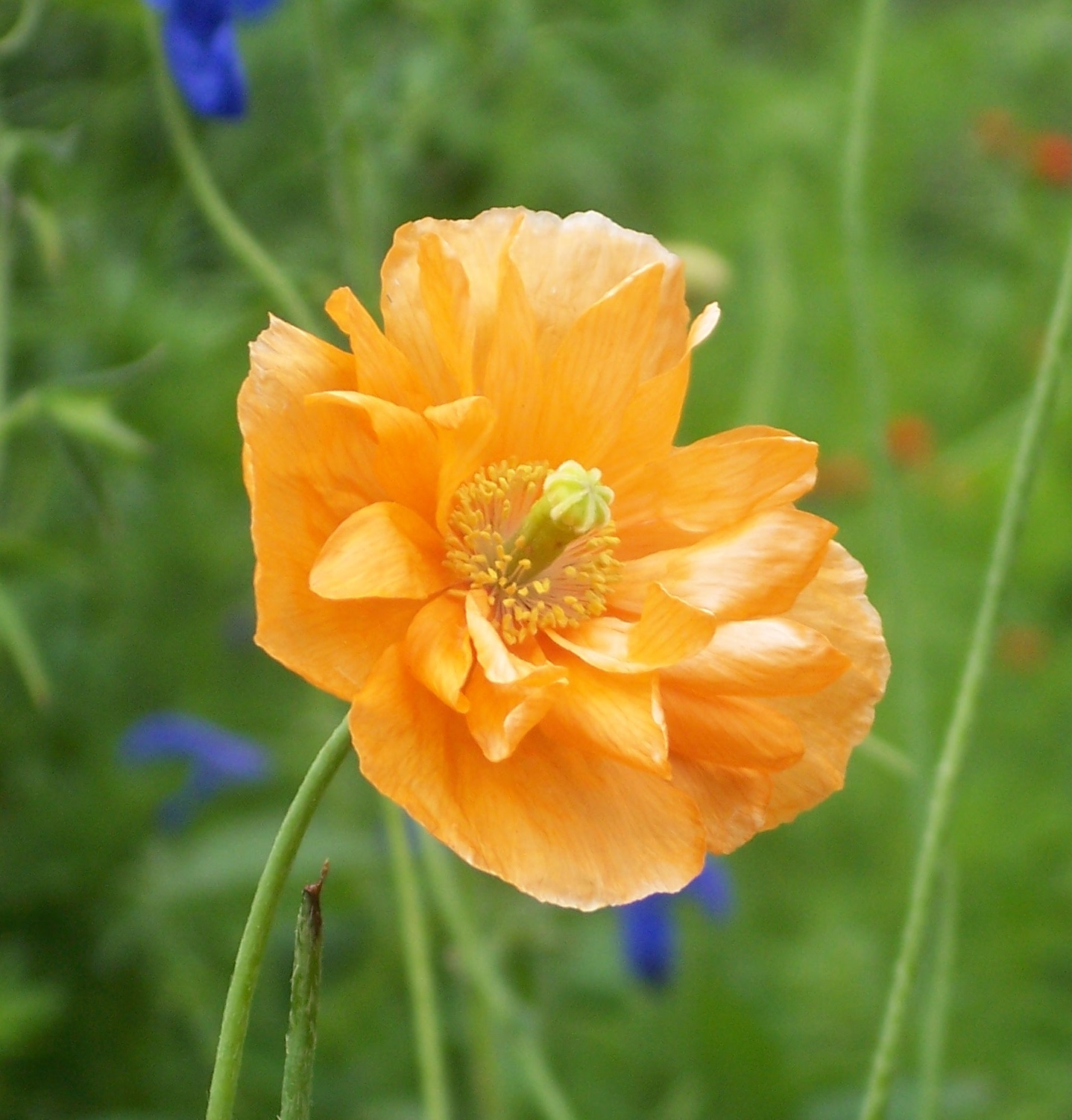
Dodatkowe płatki w odmianach pełnokwiatowych powstają ze zmodyfikowanych pręcików w wyniku mutacji genów klasy C (Papaver atlanticum)

Molekularne mechanizmy rozwoju kwiatów zostały poznane głównie dzięki badaniom na Antirrhinum majus oraz Arabidopsis thaliana. Podobieństwa pomiędzy oboma gatunkami pozwoliły stwierdzić, że za genetyczną kontrolę rozwoju kwiatów odpowiada grupa genów homeotycznych należące do trzech różnych klas A, B i C. Za wykształcenie pręcików odpowiadają wspólnie geny z klasy B i C. U Arabidopsis do klasy B należą geny: APETALA3 (AP3) oraz PISTILLATA (PI), a do klasy C gen AGAMOUS (AG). Geny klasy B u Antirrhinum to DEFICIENS (DEF) oraz GLOBOSA (GLO), zaś klasy C – PLENA. Mutacje w dowolnym genie z kasy B prowadzą do wykształcenia, zamiast pręcików, owocolistków, a w przypadku mutacji w genach klasy C zamiast pręcików powstają płatki korony. Przy utracie funkcji przez geny obu klas w miejsce pręcików wykształcają się działki kielicha.

### Regulacja hormonalna
Rozwój pręcików jest koordynowany przez fitohormony. Przy niedoborze giberelin, spowodowanym mutacją, pręciki nie wydłużają się i w efekcie powstają kwiaty męskosterylne. Ten sam efekt wywołuje niedobór jasmonianów. Gibereliny wyzwalają podczas rozwoju pręcika degradację białek DELLA. Przy niedoborze giberelin dochodzi do akumulacji tych białek, co jest bezpośrednią przyczyną powstania męskosterylnych kwiatów. Dane doświadczalne wskazują, że gibereliny również regulują syntezę jasmonianów. Zależność pomiędzy tymi hormonami jest więc hierarchiczna. Kwas jasmonowy reguluje końcową fazę wydłużania nitki, dojrzewania pyłku i rozejście się brzegów pylników. Późne etapy rozwoju pręcika są jednocześnie regulowane przez auksyny, które uczestniczą także w koordynacji wcześniejszych etapów rozwoju pręcików. U mutantów z defektem syntezy auksyn pręciki powstają, nie ulegają jednak wydłużaniu i nie dochodzi do rozwoju pylników.
Zwiększone ilości kwasu abscysynowego (ABA) prowadzą do wytworzenia kwiatów męskosterylnych, z nieprawidłowo rozwiniętymi pręcikami. Właściwy rozwój pręcików u mutantów z nadmiarem ABA może być przywrócony przez poddanie roślin działaniu niskich temperatur.
Jako model do badań nad rolą etylenu w regulacji hormonalnej powstawania kwiatów jednopłciowych wykorzystywany jest ogórek (Cucumis sativus). Etylen jest kluczowym hormonem na etapie powstawania zawiązków pręcików. Przy nadmiernej ilości etylenu pręciki nie wykształcają się, a kwiaty są wyłącznie żeńskie, zaś u mutanta melona z niedoborem etylenu powstają kwiaty wyłącznie męskie. Przeniesienie zmutowanego genu receptora etylenu z melona do tytoniu (Nicotiana tabacum) prowadzi do nieprawidłowego rozwoju pręcików i zmniejszenia ilości wytwarzanego pyłku.

### Modyfikacje transgeniczne
Ponieważ do rozwoju płodnego pyłku niezbędne jest powstanie normalnej warstwy tapetum, zaburza się jego funkcje w celu uzyskania roślin męskosterylnych. Uzyskano takie transgeniczne odmiany rzepaku i tytoniu poprzez wprowadzenie do nich genów dwojakiego pochodzenia. Promotor pochodził z genu transkrybującego powstawanie białek w tapetum. Zamiast jego drugiej części wstawiano gen determinujący syntezę rybonukleaz pochodzący z bakterii (Bacillus liquefaciens) lub grzybów (Aspergillus oryzae). W efekcie uzyskano rośliny pod każdym względem normalne, ale ze zdegenerowanym tapetum. Uzyskanie roślin męskosterylnych jest jedną ze strategii mających zapobiec rozprzestrzenianiu się genów z roślin transgenicznych w populacjach dziko żyjących.

## Funkcje
Podstawową funkcją pręcików jest wytwarzanie pyłku. W pylnikach podczas sporogenezy powstają mikrospory z komórek sporogennych. Inne komórki tworzące pylnik zapewniają dojrzewanie i ochronę pyłku oraz umożliwiają jego uwolnienie. Przez nitkę dostarczane są do pylników związki odżywcze oraz woda. Nitka zapewnia także odpowiednie ułożenie pylników w przestrzeni, umożliwiające rozprzestrzenienie się dojrzałego pyłku.
U wielu roślin pręciki uzupełniają lub zastępują okwiat w roli powabni. Okazałe i barwne pręciki występują m.in. u mimoz, akacji, wielu przedstawicieli mirtowatych, ślazowatych i wawrzynkowatych. U niektórych psiankowatych pręciki uwalniają olejki aromatyczne wabiące zapylaczy. U mimozowych płonne przedłużenie nitki i łącznika tworzy twór, w którym gromadzone są substancje odżywcze, co także przyciągać ma zapylaczy.
U 32,5% rodzin i 54,4% rodzajów roślin okrytonasiennych występują pręciki pozbawione pylników – prątniczki (łac. staminodium). Duże rozpowszechnienie wśród rodzajów wynika głównie z bogactwa storczykowatych z kwiatami zawierającymi prątniczki, wśród innych rodzin pręciki niewytwarzające pyłku występują u 5,9% rodzajów. Po ewolucyjnej utracie pierwotnej funkcji prątniczki zaczęły pełnić wiele nowych. Mogą one zapobiegać samozapyleniu, tworzyć sygnał wizualny lub zapachowy dla zapylaczy, ewentualnie zapewniać im nagrodę po przekształceniu w miodniki (łac. nectaria). W kwiatach Xyris prątniczki zakończone kępkami włosów umożliwiają wtórne przeniesienie pyłku na zapylacza. U Commelina stymulują pszczoły do wykonywania dodatkowych ruchów. Prątniczki mogą też otaczać i chronić przed uszkodzeniem zalążnię.

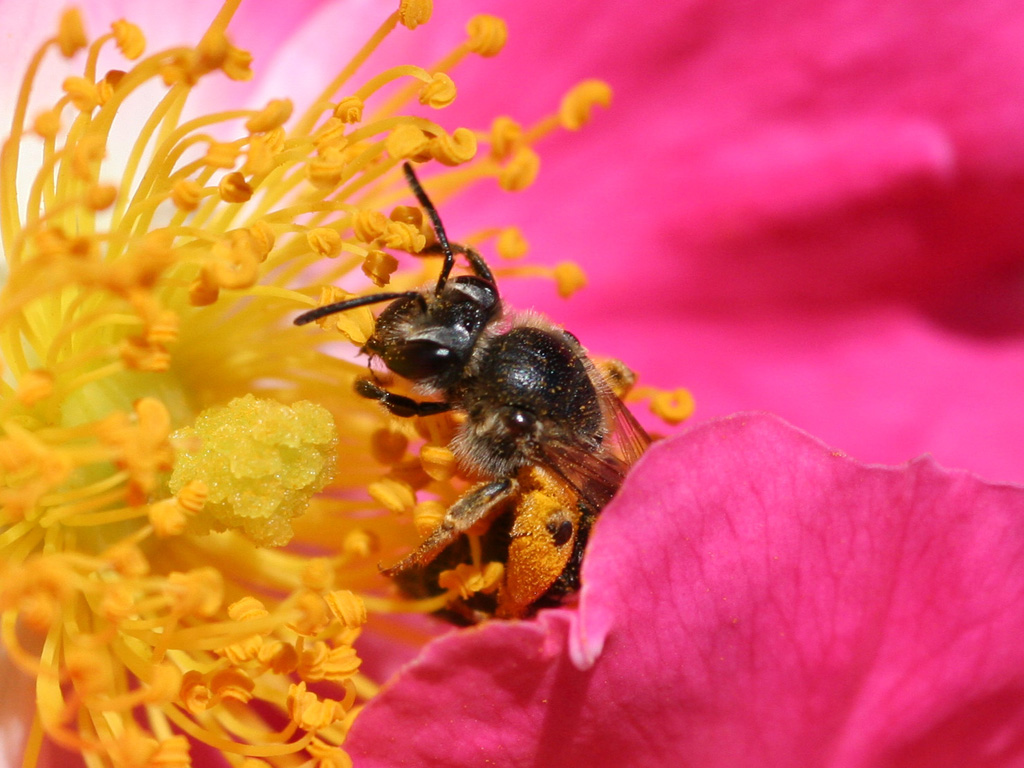
Pręciki w kwiecie róży
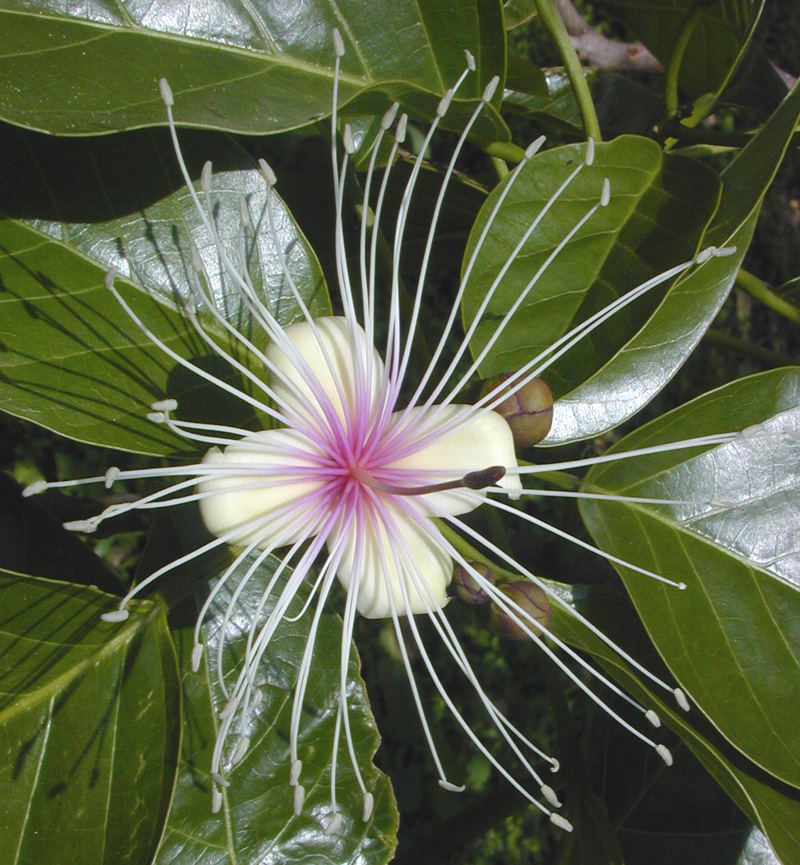
Okazałe pręciki w kwiecie Crateva religiosa
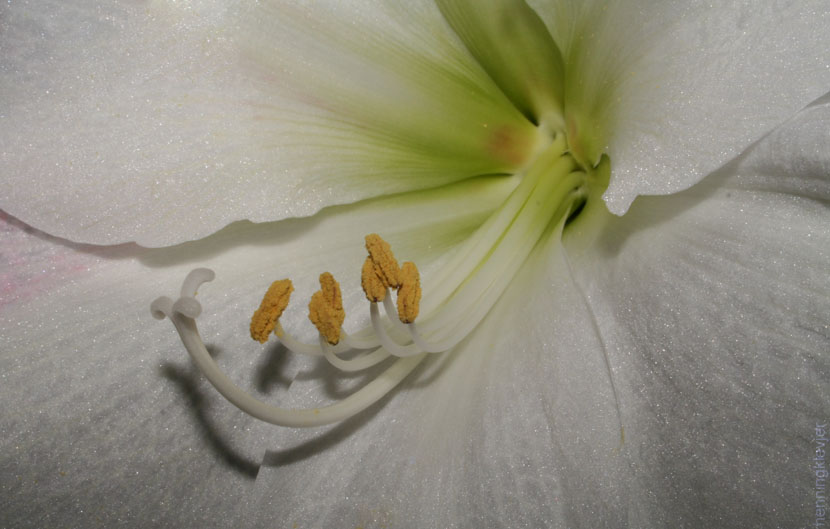
Pręciki w kwiecie zwartnicy

### Ruchy pręcików
Ruchy pręcików stwierdzono w kwiatach należących do przedstawicieli różnych rodzin. Ruchy te mają na celu zwiększenie szans na sukces rozrodczy. Przemieszczanie męskich narządów rozrodczych mające na celu odpowiednią interakcję z zapylaczami zostały stwierdzone u ożwiowatych, dziewięciornikowatych, rutowatych i nasturcjowatych. Kluczowym celem ruchów jest wpływanie na częstość kontaktu i umiejscowienie pyłku na zapylaczu. Pręciki poruszają się według określonego wzoru, niekiedy jeden po drugim lub też całymi grupami bądź też grupa po grupie. Ruchy pręcików mają charakter tigmonastii, bodźcem wywołującym reakcję rośliny jest dotyk zapylacza. Miejsce wrażliwe na dotyk jest ściśle określone, ruch może trwać od 1,5 do 2 s, a jego tor jest zawsze taki sam. 
Ruchy wykonują także pręciki w kwiatach roślin rozmnażających się autogamicznie – w wyniku samozapylenia. Ruchy takie stwierdzono m.in. u przedstawicieli skalnicowatych, goździkowatych i kapustowatych. Mają one na celu zetknięcie pylników ze znamieniem. U niektórych roślin (np. u dziwaczka i goryczki) podczas przekwitania pylniki zostają przyciśnięte do znamienia, w taki sposób, że wysypują nań pyłek. Z kolei w kwiatach kawowca pylniki pękają jeszcze w stadium pąka kwiatowego, obsypując znamię. Rzadko u roślin występują eksplozywne mechanizmy uwalniania pyłku (np. u pokrzywy i przesiąkry).

## Ewolucja

Pręciki w kwiecie Nymphaea odorata – zewnętrzne spłaszczone, wewnętrzne na cienkich nitkach

Wielu autorów tradycyjnie za formę bardziej prymitywną uznaje pręciki blaszkowate, kształtem zbliżone do liści, czy też płatków kwiatu. Pręciki o takiej budowie występują u bazalnych grup roślin okrytonasiennych – degeneriowatych, himantandrowatych, Austrobaileyaceae i grzybieniowatych. Interpretacja, w której pręciki traktowane są jako narząd homologiczny do liści, jest rozpowszechniona w literaturze, jednakże niektórzy autorzy zwracają uwagę na obecność pręcików blaszkowatych jedynie  w dużych kwiatach. W takim przypadku spłaszczenie może być jedynie adaptacją zwiększającą wytrzymałość mechaniczną. Zwraca się uwagę na brak podobieństw w budowie powstałych w wyniku modyfikacji liści owocolistków i pręcików (zarówno pojedynczych, jak i tworzących złożone struktury w wyniku ich zrastania się). Odkryto także, że rozwój pręcików przebiega odmiennie niż w przypadku liści i owocolistków, a nawet w przypadku jednej z rodzin o spłaszczonych („prymitywnych”) pręcikach – Austrobaileyaceae odkryto, że blaszkowate brzegi nitki pręcika powstają wtórnie w trakcie ich rozwoju. W niektórych pracach wskazuje się na odrębną (podobną do osiowej) genezę pręcików, podczas gdy pozostałe okółki powstać miały z liści. Równocześnie uznaje się także, że w toku ewolucji płatki korony powstały z zewnętrznych pręcików. 
Genetyczny model kontroli rozwoju kwiatów został poznany w wyniku badań dwóch gatunków roślin dwuliściennych. Badania na kukurydzy potwierdziły, że model jest wspólny dla wszystkich okrytozalążkowych. Jedynie u pierwotnych okrytonasiennych takich jak Eupomatiaceae mechanizmy regulacyjne są odmienne. Nie występują u nich działki kielicha i płatki korony, a pręciki, z których część pełni funkcję powabni, a część wytwarza pyłek, są ułożone spiralnie. Geny ABC musiały powstać jeszcze przed wykształceniem roślin okrytonasiennych. Geny z tej samej rodziny zostały wykryte u mszaków, paprotników, a nawet u siostrzanej wobec roślin lądowych grupy glonów ramienicowych (Charophyceae). Ewolucja tych genów, w tym wielokrotne duplikacje, doprowadziła do powstania współcześnie występujących elementów kwiatów. Na etapie wyodrębniania magnoliidów, w wyniku duplikacji doszło do powstania dwóch linii paleoAP3 i PI. Gen paleoAP3 w wyniku duplikacji dał początek liniom euAP3 oraz TM6. Obie te linie obecne są u dwuliściennych właściwych. 
Do trendów ewolucyjnych dotyczących pręcików należy zmiana ich układu ze spiralnego w okółkowy i zmniejszanie się ich liczby. Za prymitywniejsze uważa się pręciki o pylnikach osadzonych nasadą na nitce z masywnym łącznikiem, za młodsze – pylniki z cienkim łącznikiem łączącym się od tyłu z nitką. W młodszych grupach okrytonasiennych proporcjonalnie większy jest też udział tkanki archesporialnej w budowie pylnika. Uznaje się to za trend prowadzący do specjalizacji tego organu do funkcji rozrodczej, podczas gdy u bazalnych grup okrytonasiennych pręciki pełniły także w kwiecie funkcję ochronną i powabni. W wielu młodszych grupach wyspecjalizowane pręciki ponownie w wielu przypadkach zaczęły wykazywać różne adaptacje zwiększające sukces rozrodczy – wabiąc zapylaczy atrakcyjnym wyglądem, zapachem lub nagrodą w postaci pożywienia. Ewolucyjne uzyskiwanie dodatkowych funkcji związane jest przede wszystkim z utratą funkcji podstawowej i powstaniem prątniczków. Elastyczność ich funkcji pozwala na szybką ewolucję, przy czym u licznych gatunków prątniczkom nie można przypisać żadnej funkcji. Chociaż takie struktury powinny szybko zanikać w wyniku ewolucji, szczególnie że mogą one utrudniać zapylenie, występują często, co prawdopodobnie jest etapem przejściowym w uzyskiwaniu nowej specjalizacji.

## Historia badań

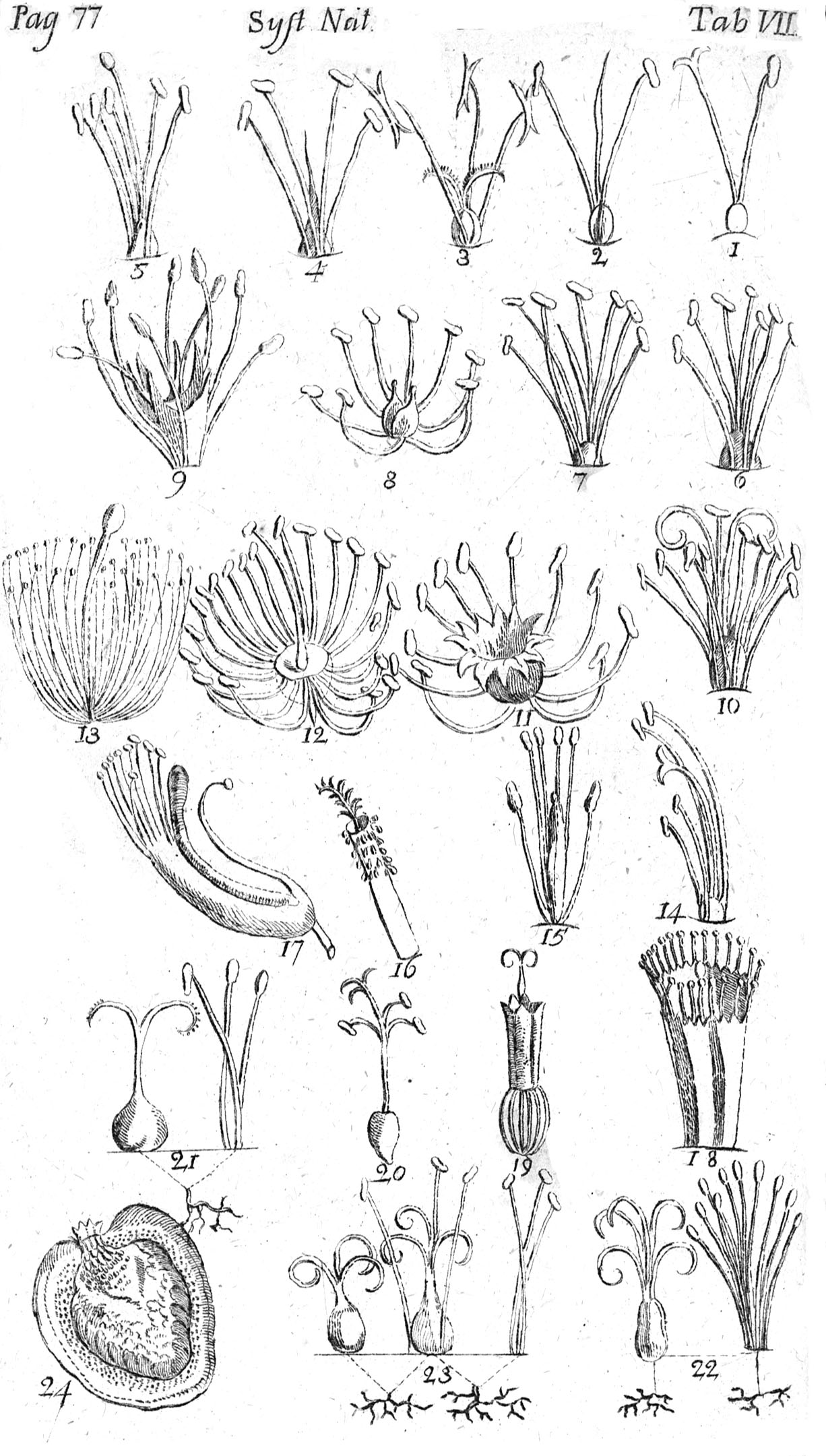
Tablica przedstawiająca organy płciowe typowe dla 24 klas wyróżnionych w systemie klasyfikacyjnym Linneusza z Systema Naturae

Wiedzę o skutkach zapylania kwiatów znano od dawnych czasów, odkąd zaczęto uprawiać figowca i palmę daktylową. Sztuczne zapylanie palmy daktylowej traktowano jako obrzęd tajemniczy i religijny. Teofrast z Eresos (∼370–285 BC) opisał istnienie osobników palmy daktylowej wydających owoce, i innych, które tym pierwszym w tym „pomagają”. Albert Wielki opisał pręciki jako grudki z żółtym pyłem, które „znajdują się w kwiatach prawie wszystkich roślin, raz w mniejszej, raz w większej ilości”. Pręciki opisane zostały wraz z podziałem na główkę i nitkę przez profesora Joachima Junga z Hamburga (1587–1657). Pręciki jako męskie organy płciowe u roślin zidentyfikowane zostały po raz pierwszy przez Rudolfa Jakoba Camerariusa (1665–1721) w dziele „De sexu plantarum epistola” w 1694 roku. Oparł się on na wnioskach z obserwacji różnych gatunków roślin dwu- i jednopiennych oraz obupłciowych, jednak sposoby zapylania i zapładniania pozostawił do wyjaśnienia tym „którzy mieć będą wzrok bystrzejszy od wzroku rysia”. Rola pręcików dowiedziona została w XVIII wieku przez takich badaczy jak: Johann Gottlieb Gleditsch (1714–1786), Joseph Gottlieb Kölreuter (1733–1806) oraz Karol Linneusz (1707–1778), który na podstawie budowy pręcikowia w kwiatach zbudował swój seksualny system klasyfikacyjny roślin. Pierwszych 10 klas obejmowało rośliny o rosnącej liczbie pręcików od 1 do 10, o równej długości. Kolejne 10 klas obejmowało rośliny o pręcikach o nierównej długości, zrośniętych w różnym stopniu z sobą lub innymi organami kwiatu. Ostatnie cztery klasy roślin objęły rośliny jednopienne, dwupienne, mieszane dwupienne i obupłciowe oraz zarodnikowe.
W 1793 roku ukazała się „teoria kwiatów” Christiana Konrada Sprengla (1750–1816) tłumacząca na bazie szczegółowych obserwacji kilkuset gatunków biologię kwiatów, w tym rolę pręcików. Jego teza „wydaje się, że rośliny nie chcą być zapylane własnym pyłkiem” stała się przedmiotem badań Karola Darwina (1809–1882), którego prace wraz z rozwojem teorii ewolucji, spowodowały dociekanie na temat różnorodnych „przystosowań” kwiatów. Dzięki zastosowaniu mikroskopu w XIX wieku szczegółowo poznano przebieg prawidłowej morfogenezy kwiatu. Obszerną pracę na ten temat opublikował w roku 1857 Jean-Baptiste Payer (1818–1860). Kluczową pracę dla poznania rozwoju pylników i pyłku opublikował w 1873 roku duński botanik Johannes Eugenius Warming (1841–1924). Na przełomie XIX i XX wieku rozwinęła się ekologia kwiatów i badania eksperymentalne, od połowy XX wieku – także nauka o genetycznych podstawach biologii i ekologii kwiatów.
Odkrycia Gregora Mendla (1822-1884) zapoczątkowały poznawanie wariantów genetycznych budowy kwiatów. Opisano kwiaty, w których jeden typ elementu zstępował inny. W 1967 Sipra Guha i S.C. Maheshwari uzyskali z kultury pylników bielunia rośliny haploidalne. Ponieważ każdy gen takiego osobnika uwidacznia się w fenotypie – rośliny uzyskiwane z kultur pyłkowych i pylnikowych zyskały ogromne znaczenie w hodowli roślin. Wraz z rozwojem technik badawczych poznawano kolejne mutanty homeotyczne, a następnie geny warunkujące rozwój komórek merystemu w elementy kwiatu w zależności od lokalizacji w merystemie. W roku 1991 w czasopiśmie Development Bowman, Smyth i Meyerowitz opisali model ABC zakładający istnienie trzech zachodzących na siebie pól o swoistej regulacji genetycznej, w którym o rozwoju pręcików decydowały geny AP3/PI i AG. Model został spopularyzowany przez pracę przeglądową Enrico Coena i Elliota Meyerowitza opublikowaną w tym samym roku w Nature. Ich zespół jednocześnie dokonał podobnych ustaleń dla Antirrhinum majus. Prostota modelu oraz wzrost wartości wiedzy o rozwoju kwiatów, szybko doprowadził do umieszczenia jego opisu w podręcznikach akademickich, a nawet do wprowadzenia go do treści nauczanych w niektórych krajach w szkołach średnich.